# Должник
Должник или дебито́р (от лат. debitor — должник, обязанный) — в гражданском праве — гражданин или юридическое лицо, обязанное по исполнению обязательства совершить определённое действие или воздержаться от совершения действия.

## Другие определения
Гражданский кодекс Российской Федерации определяет должника как лицо, обязанное в силу обязательства совершить в пользу другого лица (кредитора) определённое действие, как-то: передать имущество, выполнить работу, уплатить деньги и т. п. либо воздержаться от определённого действия.
В соответствии с законом «О несостоятельности (банкротстве)» должником признаётся гражданин, в том числе индивидуальный предприниматель или юридическое лицо, оказавшиеся неспособными удовлетворить требования кредиторов по денежным обязательствам и (или) исполнить обязанность по уплате обязательных платежей в течение срока, установленного Федеральным законом.
В бухгалтерском учёте дебиторами называются юридические лица и индивидуальные предприниматели, имеющие дебиторскую задолженность перед организацией-кредитором. Расчёты с дебиторами учитываются на счёте «Расчёты с разными дебиторами и кредиторами».
В соответствии с Законом «Об исполнительном производстве» должником является гражданин или организация, обязанные по исполнительному документу совершить определённые действия (передать денежные средства и иное имущество, исполнить иные обязанности или запреты, предусмотренные исполнительным документом) или воздержаться от совершения определённых действий (ст. 49).
В соответствии с Законом «О защите прав и законных интересов физических лиц при осуществлении деятельности по возврату просроченной задолженности» должник — это физическое лицо, имеющее просроченное денежное обязательство (ст. 2).
Обязательным является условие наличия правоспособности и деликтоспособности, то есть наличие права и возможность нести ответственность за нарушение договоренности.

## Права и обязанности должника
Права и обязанности должника возникают из условий договора, сделки, из актов государственных органов и органов местного самоуправления, из судебного решения, вследствие причинения вреда и из иных оснований, предусмотренных законом.
Со стороны должника так же, как и со стороны кредитора, может участвовать одно или несколько лиц. Если каждая из сторон по договору несёт обязанность в пользу другой стороны, то она считается должником другой стороны и одновременно её кредитором. Должник не может в одностороннем порядке отказаться от исполнения обязательства и изменить его условия, за исключением случаев, предусмотренных договором или законом. Должник вправе исполнить обязательство до срока, если иное не предусмотрено законом или условиями обязательства.
Должник вправе возложить исполнение обязательства на третье лицо, если из закона или условий обязательства не вытекает обязанности должника исполнить обязательство лично. В случае, если должник возложил исполнение обязательства на третье лицо, кредитор обязан принять исполнение. Следует различать исполнение обязательства третьим лицом и перевод долга, именно для перевода долга необходимо согласие кредитора.
Если в обязательстве участвуют несколько должников, то каждый из них обязан исполнить обязательство в равной доле. Однако если договором или законом устанавливается солидарная ответственность должников, то кредитор вправе требовать исполнения как от всех должников совместно, так и от любого из них в полном объёме или в части долга. При этом должник, исполнивший солидарную обязанность, имеет право регрессного иска к другим должникам.
При недееспособности кредитора, его уклонении от принятия исполнения и в некоторых других случаях должник вправе внести причитающиеся с него деньги или ценные бумаги в депозит нотариуса или суда.

## Несостоятельный должник
По российскому законодательству несостоятельным должником признаётся:
- гражданин или индивидуальный предприниматель, неспособный удовлетворить требования кредиторов по денежным обязательствам и (или) исполнить обязанность по уплате обязательных платежей, если соответствующие обязательства и (или) обязанность не исполнены им в течение трёх месяцев с даты, когда они должны были быть исполнены, и если сумма его обязательств превышает стоимость принадлежащего ему имущества;
- юридическое лицо, неспособное удовлетворить требования кредиторов по денежным обязательствам и (или) исполнить обязанность по уплате обязательных платежей, если соответствующие обязательства и (или) обязанность не исполнены им в течение трёх месяцев с даты, когда они должны были быть исполнены.